# Ферткліфф (Нью-Йорк)
Ферткліфф (англ. Firthcliffe) — переписна місцевість (CDP) в США, в окрузі Орандж штату Нью-Йорк. Населення — 5022 особи (2020).

## Географія
Ферткліфф розташований за координатами 41°26′31″ пн. ш. 74°1′59″ зх. д. / 41.44194° пн. ш. 74.03306° зх. д. (41.442048, -74.033072).  За даними Бюро перепису населення США в 2010 році переписна місцевість мала площу 7,77 км², з яких 7,68 км² — суходіл та 0,09 км² — водойми.

## Демографія
Згідно з переписом 2010 року, у переписній місцевості мешкало 4949 осіб у 1940 домогосподарствах у складі 1297 родин. Густота населення становила 637 осіб/км².  Було 2125 помешкань (273/км²).
Расовий склад населення:
| - 91,4 % — білих - 2,6 % — чорних або афроамериканців - 1,0 % — азіатів - 0,4 % — корінних американців - 0,1 % — вихідців з тихоокеанських островів - 1,7 % — осіб інших рас |

До двох чи більше рас належало 2,8 %. Частка іспаномовних становила 9,6 % від усіх жителів.
За віковим діапазоном населення розподілялося таким чином: 26,0 % — особи молодші 18 років, 58,5 % — особи у віці 18—64 років, 15,5 % — особи у віці 65 років та старші. Медіана віку мешканця становила 40,6 року. На 100 осіб жіночої статі у переписній місцевості припадало 87,4 чоловіків;  на 100 жінок у віці від 18 років та старших — 84,2 чоловіків також старших 18 років.
Середній дохід на одне домашнє господарство  становив 87 328 доларів США (медіана — 70 985), а середній дохід на одну сім'ю — 101 113 долари (медіана — 83 191). Медіана доходів становила 61 848 доларів для чоловіків та 46 667 доларів для жінок. За межею бідності перебувало 4,4 % осіб, у тому числі 2,3 % дітей у віці до 18 років та 3,9 % осіб у віці 65 років та старших.
Цивільне працевлаштоване населення становило 2268 осіб. Основні галузі зайнятості: освіта, охорона здоров'я та соціальна допомога — 25,9 %, роздрібна торгівля — 18,8 %, науковці, спеціалісти, менеджери — 9,1 %, публічна адміністрація — 9,0 %.